# 鋸頜獸屬

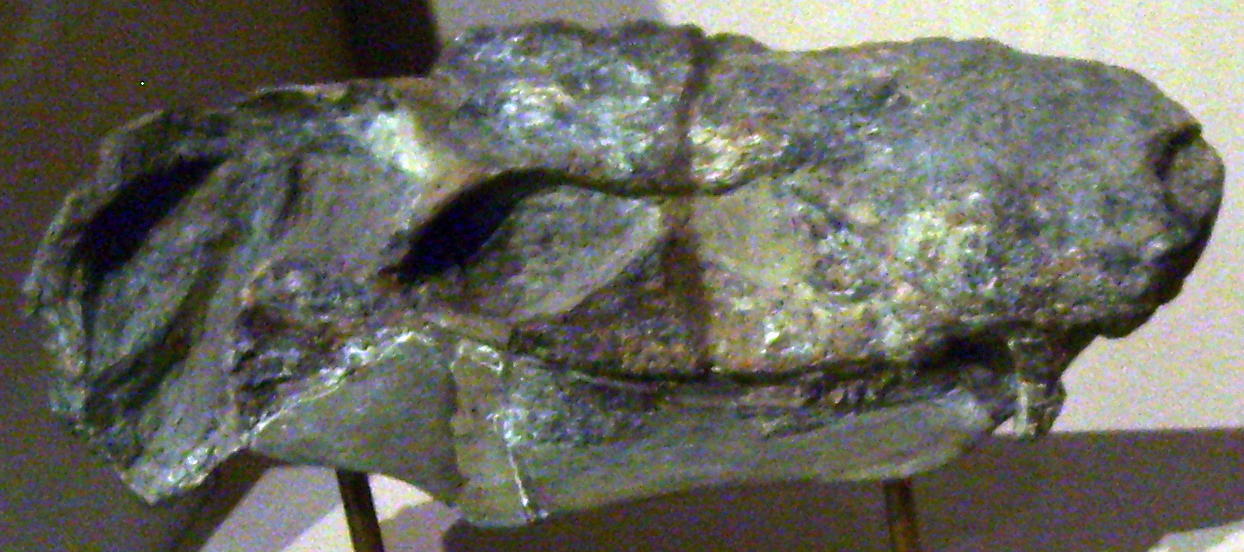
鋸頜獸的頭顱骨，位於柏林自然歷史博物館

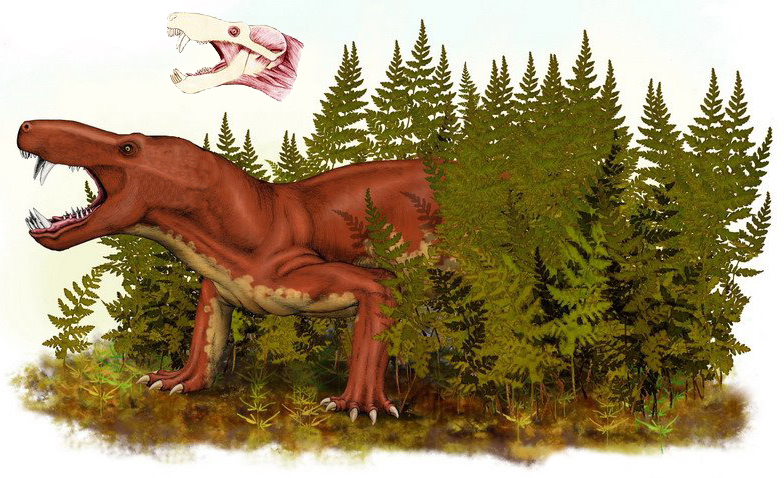
鋸頜獸的想像圖

鋸頜獸屬（學名：Pristerognathus）是獸孔目獸頭亞目的一屬，生存於二疊紀中期（開匹坦階）的南非，化石被發現於波弗特群（Beaufort Group）地層的鋸頜獸組合帶。
鋸頜獸是種中型合弓類，頭顱骨長25公分，身長被估計可達1.5公尺。鋸頜獸的頭顱骨狹長，具有相當大的門牙，顯示牠們是肉食性動物，可能會以小型獸孔目、米勒古蜥科為食。
鋸頜獸目前已有三個種P. baini、P. polyodon、P. platyrhinus。

## 外部連結
- https://web.archive.org/web/20090325060614/http://dsc.discovery.com/earth/slideshows/10-extinct-beasts/top-10-extinct-beasts-03.html